# André Hardy
Pour les personnes ayant le même patronyme, voir Hardy.
André Hardy, né le 16 janvier 1887 à Flers (Orne) et mort à Caen en 1986, est un peintre français.

## Biographie
Né à Flers, au 80, rue de Paris, où ses parents tiennent un café-restaurant, il entre à quinze ans à l'École normale. Il est nommé instituteur à Trouville, à Clécy puis à Caen, à l'école de la rue Guilbert où il enseigne de 1909 à 1912. Il suit en même temps les cours des Beaux-Arts - avec Raoul Douin -, se familiarise avec la peinture et la gravure. Une frise peinte dont il décore sa classe le fait remarquer par un inspecteur général. 
Muté à Puteaux puis à Bois-Colombes, il est reçu premier au concours de professeur de dessin de la ville de Paris. Il n'est pas mobilisé en 1914, mais simplement recruté comme auxiliaire en 1917. Les années de guerre à Paris sont déplorables pour sa santé. Il lui faut retrouver la verdure normande. 
En 1919, il redevient volontairement instituteur à Saint-Pierre-la-Vieille d'où il s'échappe, chaque semaine, pour aller donner des cours de dessin à Condé-sur-Noireau. On le retrouve, de 1929 à 1944, à Douvres-la-Délivrande où il enseigne le dessin industriel et les mathématiques à l'école d'artisanat rural. 
Sa carrière s'achève à Rouen, également dans un collège technique, en 1947. Il se retire au presbytère du Vey puis, à partir de 1975, à Clécy dans la maison construite par son gendre Karel Koller.

## Œuvres

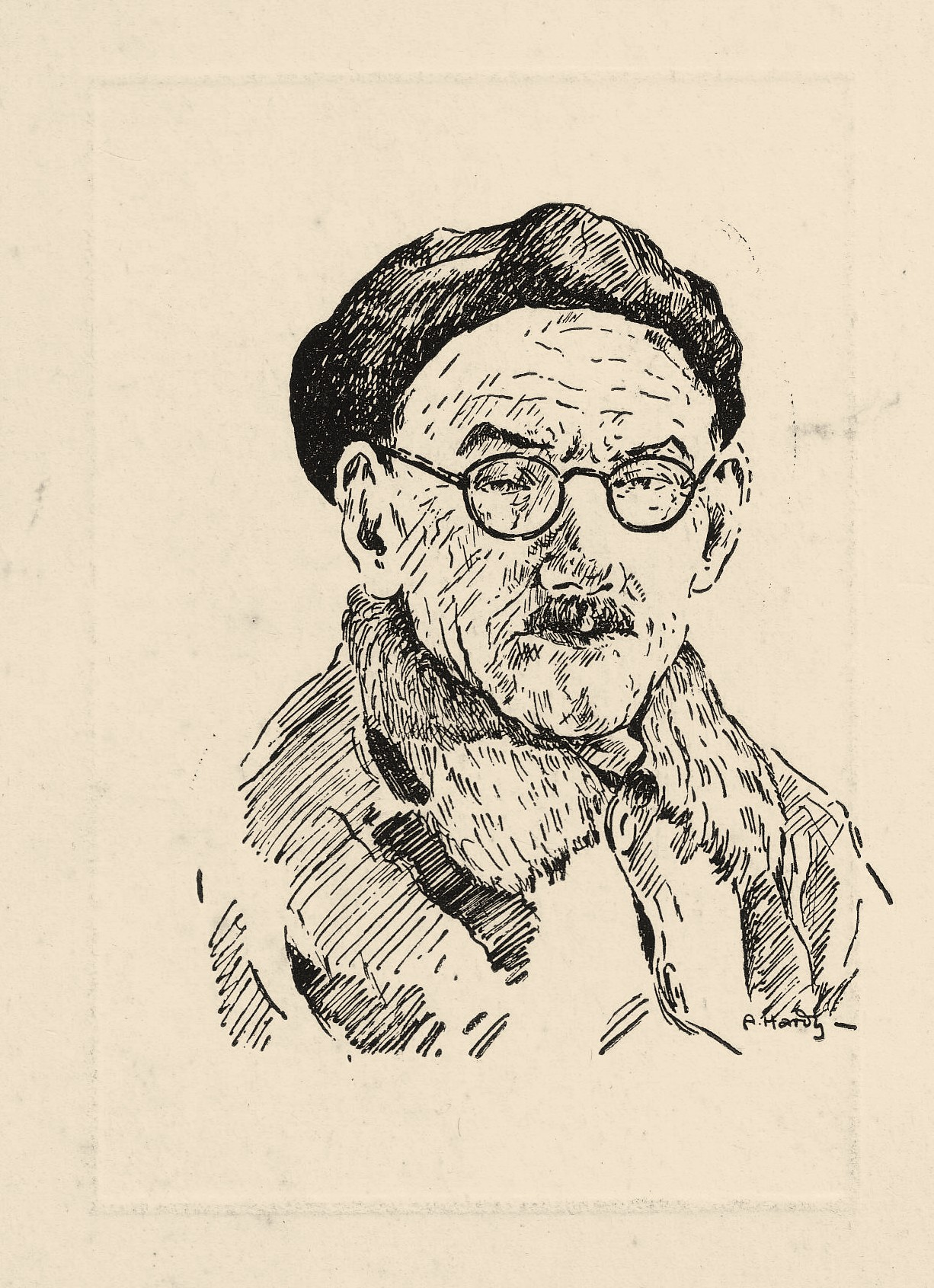
Portrait de Gaston Le Révérend, 1930.

La production artistique d'André Hardy est considérable : peintures à l'huile, généralement de petit format, dessins, gouaches, gravures, quelques sculptures.
Ses œuvres n'étaient pas destinées à la vente : Hardy peignait par plaisir. Il a fait très peu d'expositions en dehors du Salon des Artistes français.
Toutes ses œuvres sont marquées par un attachement profond à cette région du Bocage intermédiaire entre le Cinglais au nord, le Bocage virois à l'ouest, le pays d'Houlme au sud, qu'on appelle « Suisse normande ». Il en saisit avec passion tous les aspects : croupes hercyniennes usées par l'érosion, ravinées par les cours d'eau, prairies d'un vert lancinant, pommiers en fleurs, bâtisses en schiste violet ou en terre ocre, intérieurs ruraux, travaux de la ferme.
À plusieurs reprises, il s'est évadé. Dans le pays d'Auge dont il a laissé des vues des maisons de bois du Vieux Lisieux, détruites en 1944. En Bretagne, dans la Grande Brière surtout, où il fit plusieurs séjours entre les deux guerres, chez un oncle, au bourg de Batz.
La peinture de Hardy n'appartient à aucune école mais elle est caractérisée par une attirance viscérale pour le paysage, pour le terroir, qui est l'un des aspects les plus positifs de la peinture en France depuis l'École de Barbizon jusqu'à nos jours. Ce grand mouvement artistique a eu pour représentants en Normandie plusieurs artistes dont Hardy a pu s'inspirer : Lagrand (1853-1897) dont Hardy a pu contempler les œuvres à Condé, Jules Rame (1855-1927) fasciné comme lui par les multiples facettes d'un morceau de paysage rural à chaque différente saison. À Clécy même, Hardy a sympathisé avec Paul-Émile Pissarro et avec Georges Jules Moteley. Il a entretenu d'excellents rapports avec Charles Léandre.
Le mérite essentiel de Hardy est la netteté de son regard et la qualité de son dessin et de sa couleur.
La donation Koller-Hardy permet au public, à travers l'œuvre d’André Hardy, de s'initier à la connaissance d'une des régions naturelles les plus belles de la Normandie.